# Booker Little
Booker Little (Memphis, 2 aprile 1938 – New York, 5 ottobre 1961) è stato un trombettista hard bop statunitense.
Nato a Memphis, è cresciuto in una famiglia di artisti; dopo gli studi adolescenziali a Memphis, si perfeziona a Chicago. Nel 1958 grazie Sonny Rollins entra nel gruppo di Max Roach con cui incise una quindicina di album dal '58 fino alla sua scomparsa (a causa di un'uremia) parallelarmente ai suoi progetti da leader.
Nonostante i gravi problemi di salute Booker Little ha in quattro anni una vita musicale intensissima: tra gli altri oltre che con Max Roach collabora con Eric Dolphy e con John Coltrane.
Dotato di una notevole tecnica, il suo stile al limite dell'hardbop contribuisce allo sviluppo del modale ed è d'esempio a trombettisti come Freddie Hubbard e Woody Shaw.

## Discografia
-1958-
Max Roach + 4 On The Chicago Scene  (EmArcy MG 36132)
Max Roach + 4 On The Chicago Scene  (Mercury (J) 195J 41)
Max Roach + 4 At Newport  (EmArcy MG 36140)
Max Roach + 4 At Newport  (Mercury (J) 195J 42)
Max Roach - Deeds, Not Words  (Riverside RLP 12-280) 
Max Roach/Bud Shank - Sessions, Live  (Calliope CAL 3013)
Booker Little 4 - The Defiant Ones  (United Artists UAL 4034)
Max Roach - Award-Winning Drummer  (Time T 70003) 
Young Men From Memphis - Down Home Reunion  (United Artists UAL 4029) 
-1959-
Max Roach - The Many Sides Of Max  (Mercury MG 20911)
Bill Henderson Sings  (Vee-Jay LP 1015) 
Slide Hampton - Slide!  (Strand SLS 1006) 
-1960-
Fantastic Frank Strozier  (Vee-Jay LP 3005) 
Wynton Kelly - Alternate Takes Of Fantastic And The Others  (Vee-Jay (J) FHCY 1001) 
Earl Zindars/Armando Peraza - The Soul Of Jazz Percussion  (Warwick W 5003 ST) 
Booker Little  (Time M 52011)
Teddy Charles - Jazz In The Garden  (Warwick W 2033) 
Booker Little/Booker Ervin - Sounds Of Inner City  (TCB 1003) 
Max Roach's Freedom Now Suite - We Insist!  (Candid CJM 8002) 
Jazz Artists Guild - Newport Rebels  (Candid CJM 8022) 
Eric Dolphy - Far Cry  (New Jazz NJLP 8270) 
V.A. - 25 Years Of Prestige  (Prestige PR 24046) 
-1961-
Abbey Lincoln - Straight Ahead  (Candid CJM 8015) 
Eric Dolphy - Candid Dolphy  (Candid CJS 9033) 
Eric Dolphy - Candid Dolphy  (Candid CCD 79033) 
Booker Little - Out Front  (Candid CJM 8027) 
John Coltrane - Africa/Brass  (Impulse A 6) 
John Coltrane - The Africa/Brass Sessions, Vol. 2  (Impulse AS 9273) 
The Mastery Of John Coltrane, Vol. 4 - Trane's Modes  (Impulse IZ 9361/2) 
Booker Little And Friend  (Bethlehem BCP 6061) 
Eric Dolphy - Here And There  (Prestige PR 7382) 
Eric Dolphy At The Five Spot, Vol. 2  (Prestige PRLP 7294) 
Eric Dolphy At The Five Spot, Vol. 1  (New Jazz NJLP 8260) 
Eric Dolphy And Booker Little Memorial Album  (Prestige PR 7334) 
Max Roach - Percussion, Bitter Sweet  (Impulse A 8)